# Christine Sophie Hanke
Christine Sophie Louyse Hanke, född Berwald, före 24 juli 1746 i Hohenaspe, död efter 1779 i Ludwigslust, var sopran vid i hovkapellet i Ludwigslusts slott från 1774 till 1779. 
Hon var dotter till Johann Friedrich Berwald i tyska musiksläkten Berwald. Hon nämns i Sverige 1772. 